# PGM Hecate II
PGM 12.7 mm Hecate II je vojaška protimaterialna ostrostrelna puška francoskega podjetja PGM Precision, ki spada pod belgijski koncern FN Herstal (bivši Fabrique Nationale). Puška Hecate II slovi kot ena najboljših kombinacij natančnosti, zanesljivosti, dosega in vzdržljivosti ob uporabi v ekstremnih razmerah.

## Zgodovina
Sredi 90-ih let 20. stoletja je PGM Precision razvil novo puško zaradi vse večjih potreb po natančnem orožju velikega kalibra. Zaradi svoje zasnove in uporabnosti je hitro zaslovela kot vsestransko uporabna puška in v svojo oborožitev jo je sprejela večina evropskih držav.
Hecate II je bila 3. oktobra 2005 uradno predstavljena tudi kot del nove oborožitve Slovenske vojske (v sklopu izvedbe projekta Bojevnik 21. stoletja).

## Zasnova
Puška je zasnovana kot enostrelno repetirno orožje s prosto plavajočo cevjo, vgrajeno v samo ohišje. Repetirni mehanizem deluje po principu obratnočepnega zaklepa, moč povratnega sunka pa je zmanjšana zaradi uporabe učinkovite plinske zavore. Visoko učinkovit razbijalec plamena in plinska zavora, povratni sunek pri streljanju zmanjšata na raven 7,62 × 51 NATO naboja. Polni se z nabojnikom kapacitete 7 nabojev. Puška je opremljena z dvostopenjskim polno nastavljivim sprožilcem.
Hecate II je večstransko orožje ki se uporablja kot običajna ostrostrelna puška, za protiostrostrelno delovanje, za delovanje proti oklepljenim tarčam in v deminerske namene (s posebnim strelivom).
Orožje ima spredaj nameščeno dvonožno stojalo, cev pa je možno krožno rotirati. Za lažjo uporabo na terenu (dolgotrajno čakanje) je na kopitu nameščeno tudi enonožno stojalo za njegovo podporo. Kopito je preklopno in nastavljivo. Orožje je dobavljivo v lesni in polimer različici.
Zaradi velikih razdalj so običajni kovinski merki nepotrebni. Na puško je nameščen mehanizem, na katerega je moč namestiti vsako NATO standardno (STANAG) namerilno napravo brez dodatnih posegov v orožje. Na orožje je možno namestiti dušilec - supressor, ki deloma zmanjša pok.
Puška je sestavljena iz štirih glavnih elementov:
- kopito (snemljivo brez uporabe orodja)
- ohišje (posebna tehnološko obdelana litina)
- cev (neodstranljiva)
- repetirni zaklep (bolt receiver)

Oblikovanje in način izdelave, orožje naredi izredno preprosto za vzdrževanje in transport.

## Strelivo
Uporablja strelivo kalibra .50 BMG oz. .416 Barrett. Običajno - učinkovito uporabno strelivo za antimaterialno delovanje je večnamensko APEI (armour piercing explosive incendiary)- oklepno prebojno zažigalno eksplozivno. Med najbolj precizne sodi prebojno strelivo
SWISS P SX PENETRATOR 2 koncerna RUAG. Na 550 metrih prebije oklepno jeklo (HB375) debeline 22 mm.

## Uporabniki
- Francija
- Slovenija
- Avstralija
- ZDA